# Зар (село, Южная Осетия)
Зар (Дзари, осет. Зар, груз. ძარი) — село в Цхинвальском районе Южной Осетии. Расположено в 8 километрах северо-западнее Цхинвала, соединено автодорогой. Разделено на два поселения, связанных дорогой. Рядом находятся сёла — Рустау (Рустави) западнее, Верхний Додот (Земо-Додоти) южнее, Донбын (Дампалети) юго-восточнее. На востоке, за горой, располагались сёла Кехви и Курта.

## Население
В селе живут осетины. По переписи населения 2015 года — 178 человек. В 1987 году в селе жило 170 человек.

## История
20 мая 1992 года на дороге из села произошла Зарская трагедия, в ходе которой грузинскими боевиками была расстреляна колонна осетинских беженцев.
Село знаменито дорогой «Зарская объездная дорога», или «Дорога жизни» из Цхинвала во Владикавказ. На территории села построен Мемориальный комплекс жертвам войны.

## Топографические карты
- Лист карты K-38-64 Цхинвали. Масштаб: 1 : 100 000. Состояние местности на 1987 год. Издание 1989 г.